# Výlety páně Broučkovy
Výlet pana Broucka (Výlet pana Broucka do Mesíce / Výlet pana Broucka do XV. století; en català: Les excursions del Sr. Brouček / Les excursions del Sr. Brouček a la lluna / Les excursions del Sr. Brouček al segle XV) és una òpera satírica en dos actes de Leoš Janáček sobre un llibret txec de Viktor Dyk i František Sarafínský Procházka, tot i que hi van treballar fins a un total de set escriptors, incloent-hi a Karel Masek, Zykmund Janke, Frantisek Gellner, Jiri Mahen, Procházka, Dyk i Max Brod, a més del mateix compositor. El llibret està basat en dues novel·les satíriques del mateix nom, de l'escriptor Svatopluk Čech. El mateix autor de les novel·les és un personatge de l'òpera, apareixent com una visió al principi de l'Acte II. Janáček va treballar en l'òpera entre 1908 i 1917. L'estrena va tenir lloc a Praga el 23 d'abril de 1920, rebent una freda acollida, sent l'única òpera de Janáček que no va ser estrenada a Brno. Desmond Shawe-Taylor ha considerat aquesta òpera com la més «purament txeca en tema i tractament» de les que va compondre Janáček.
La intenció satírica és diferent en cadascuna de les dues parts. Si en la primera part l'objectiu de la burla és la comunitat artística txeca que freqüentava la taverna "Vikárka", situada al peu del castell de Praga i que encara avui dia continua existint, en la segona part es fa una sàtira dels individus vacil·lants davant d'una crisi nacional.

## Origen i context
Com en altres òperes del període mitjà de Janáček, Les excursions del Sr. Brouček va patir una difícil i llarga gestació de nou anys, deixant sis versions del llibret, tres de diferents llibretistes i tres més de textos refosos pel mateix compositor i quatre versions musicals diferents.
La intenció original de Leoš Janáček era compondre una òpera sobre el tema del viatge del Sr. Brouček a la lluna, amb quatre actes, els dos centrals a la lluna i els extrems a la terra, tot i que a la corresponent novel·la de Cech els fragments d'estada de Brouček a sa casa són irrellevants, per la qual cosa calia ampliar-los i afegir-hi personatges. La idea d'incorporar el viatge al segle xv sembla que se li va ocórrer a Janáček de manera sobtada, dos anys després de l'inici de la composició. Sembla que la motivació d'aquesta incorporació va ser principalment patriòtica: Txecoslovàquia acabava d'aconseguir la independència i un tema històric s'adeia bé amb la nova situació, de fet la partitura va ser dedicada al primer president de la nova república, T.G. Masaryk. Una vegada afegit el viatge al segle xv com un nou acte, l'acte de retorn a la terra des de la lluna quedava descol·locat, atès que aquest episodi el situava sa i estalvi a casa i havent après la lliçó; com podia aleshores emprendre un nou viatge? Finalment, després de diversos intents i d'implicar diversos llibretistes i les seves pròpies col·laboracions en el text, el mateix Janáček va descartar l'epíleg, quedant la configuració de l'òpera en el díptic de dos actes o parts que es representa avui dia.

## Personatges
Brouček és l'únic personatge que manté la seva identitat tant a terra com a la lluna i al segle xv. Els altres personatges van adquirint una nova fesomia en les visions o "viatges" de Brouček, i són assumits per un únic cantant segons la distribució següent:
| A la terra                              | A la lluna                   | Al segle XV                   | Veu          |
| --------------------------------------- | ---------------------------- | ----------------------------- | ------------ |
| Matěj Brouček, propietari               | Brouček                      | Brouček                       | Tenor        |
| Mazal, pintor                           | Blankytný                    | Petřík                        | Tenor        |
| Sagristà de la Catedral de Sant Vit     | Lunobor                      | Domšík                        | Baix-baríton |
| Malinka, la seva filla                  | Etherea                      | Kunka - Kunigunde             | Soprano      |
| Würfl, taverner de la taverna "Vikárka" | Čaroskvoucí, cap de les Arts | Conseller                     | Baix         |
| Čišníček, jove                          | Infant prodigi               | Estudiant                     | Soprano      |
|                                         | Oblačný, poeta               | Vacek Bradatý, soldat hussita | Baríton      |
|                                         | Duhoslav, pintor             | Vojta, soldat hussita         | Tenor        |
| Skladatel, compositor                   | Harfoboj, compositor         | Miroslav, orfebre             | Tenor        |
|                                         | Větroboj                     | Veu del professor             | Tenor        |
|                                         | Un poeta                     |                               | Tenor        |
|                                         | Altre poeta                  |                               | Tenor        |
|                                         |                              | Aparició de Svatopluk Čech    | Baríton      |

## Argument

### Acte I
Lloc: Praga
Temps: 1888
Matej Brouček és un home txec modern, presumptuós i autocomplaent que viu a Praga. Completament borratxo després d'haver-se empassat quinze cerveses, el Sr. Brouček intenta trobar el camí a casa. Málinka, la filla del sagristà, es troba tan desesperada amb les infidelitats de Mazal, el llogater bohemi del Sr. Brouček, que amenaça de suïcidar-se. Per a calmar-la, el Sr. Brouček no té més remei que prometre-li casar-se amb ella. El sagristà intervé preguntant-li si les intencions amb la seva filla són honestes. Però Brouček aviat es retracta del seu oferiment, i fuig a la lluna a cercar una existència més tranquil·la. A la lluna seguirà immers en el triangle amorós, amb els personatges terrestres transformats, per efectes del deliri, en fantasiosos selenites.
La lluna està habitada per una colònia de misteriosos estetes, paròdia de certs cercles artístics de la Praga del moment. Brouček hi coneix el poeta Blankytný i s'enamora de la promesa d'aquest, Etherea. Ambdós fugen al Temple de Totes les Arts, però quan el prosaic Brouček s'adona de la naturalesa de la vida lunar (res de menjar o de beure; la gent dedica la vida sencera a contemplar la bellesa), es mostra horroritzat i es desperta. Entretant Málinka i Mazal s'han reconciliat.

### Acte II
En el seu segon somni, Brouček imagina que ha viatjat cap enrere en el temps fins a la Praga del segle xv, l'era de la revolta Hussita. Els Hussites troben que la parla txeca moderna de Brouček és difícil d'entendre i l'acusen de ser un espia, però finalment és rescatat per l'amable Domšik, qui se l'enduu a sa casa. La família de Domšik discuteix acaloradament sobre assumptes religiosos i persuadeix el no gaire entusiasmat Brouček a unir-se a ells en la batalla. Els Hussites guanyen la guerra, tot i que Domšik és mort. El covard Brouček ha buscat la manera d'evitar el combat, però és descobert i condemnat a morir cremat en un barril. Afortunadament és despertat just en el moment en què les flames estan a punt d'engolir-lo.

## Anàlisi musical
Situada entre Jenůfa, l'obra cimera de la primera etapa de la producció operística de Janáček, i Kàtia Kabànova, la seva millor obra de maduresa, Les excursions del Sr. Brouček pot ser considerada una obra de transició. Tot i no gaudir de la concisió i la força de les seves obres de maduresa, és interessant per la seva originalitat i la seva radical construcció musical, contenint fragment d'excel·lent música: el duet amorós entre Málinka i Mazal, la descripció musical del retorn del Sr. Brouček des de la lluna o els cors del segon acte.

## Enregistraments
- Supraphon SUA ST 50531/3 (en LP): Cor i Orquestra del Teatre Nacional de Praga; Václav Neumann, director
- Supraphon 1116 3291-3: Richard Novák, Karel Hanuš, Libuše Márová, Vilém Pribyl, Jaroslav Tománek, Miroslav Švejda, Vladimír Krejcík, Jirí Olejnícek, Jaroslav Soucek, Jana Jonášová, Jirina Marková, Bohuslav Maršík; Filharmònica Txeca Orchestra and Chorus; František Jílek, conductor[6]
- Orfeo - C354942I (en alemany): Fritz Wunderlich, Kurt Böhme, Wilma Lipp, Kieth Engen, Antonie Fahberg, Lilian Benningsen, Paul Kuen, Karl Ostertag, Bayerisches Staatsorchester, Cor de la Bayerischen Staatsoper, Joseph Keilberth, director